# 田村崇顕
田村 崇顕（たむら たかあき）は、江戸時代後期の陸奥国一関藩の第11代（最後）の藩主。官位は従五位下・右京大夫。維新後は華族。

## 生涯
安政5年（1858年）11月20日、陸奥仙台藩一門筆頭・角田石川家の第13代当主・石川義光の九男として誕生した。幼名は鶴太郎。
慶応4年（1868年）の戊辰戦争に敗れた同母兄の邦栄が隠居させられたため、急遽兄の養子となって一関藩を相続した（仙台藩主・伊達慶邦の猶子として入嗣）。
明治2年（1869年）3月に版籍奉還を行い知藩事となっている。明治12年（1879年）2月には警視方御用掛となった。明治15年（1882年）2月25日に隠居し、兄・邦栄が家督を再承した。
大正11年（1922年）12月11日死去。享年65。

## 系譜
父母
- 石川義光（実父）
- 守屋勝治の娘（実母）
- 田村邦栄（養父）

妻
- 鈴子 - 土岐頼之の娘

妾
- 三上氏
- 松田氏

子女
- 田村鎮
- 吉見捨三